# 25137 Seansolomon
25137 Seansolomon è un asteroide della fascia principale. Scoperto nel 1998, presenta un'orbita caratterizzata da un semiasse maggiore pari a 2,2953730 UA e da un'eccentricità di 0,2088098, inclinata di 5,38457° rispetto all'eclittica.